# Gnusi
Gnusi su naseljeno mjesto u sastavu općine Zenice, Federacija Bosne i Hercegovine, BiH. Nalaze se na južnoj obali rijeke Bosne. Uz mjesto prolazi cesta R403/R445. Zapadno je gradsko groblje Prašnice.

## Upravna organizacija
Godine 1981. pripojeni su naselju Zenici (Sl.list SRBiH 28/81 i 33/81)

## Stanovništvo
Prema popisu 1981. ovdje su živjeli:
- Muslimani - 606
- Srbi - 568
- Hrvati - 110
- Albanci - 1
- Jugoslaveni - 91
- ostali i nepoznato - 7
- UKUPNO: 1383